# 桜天神社

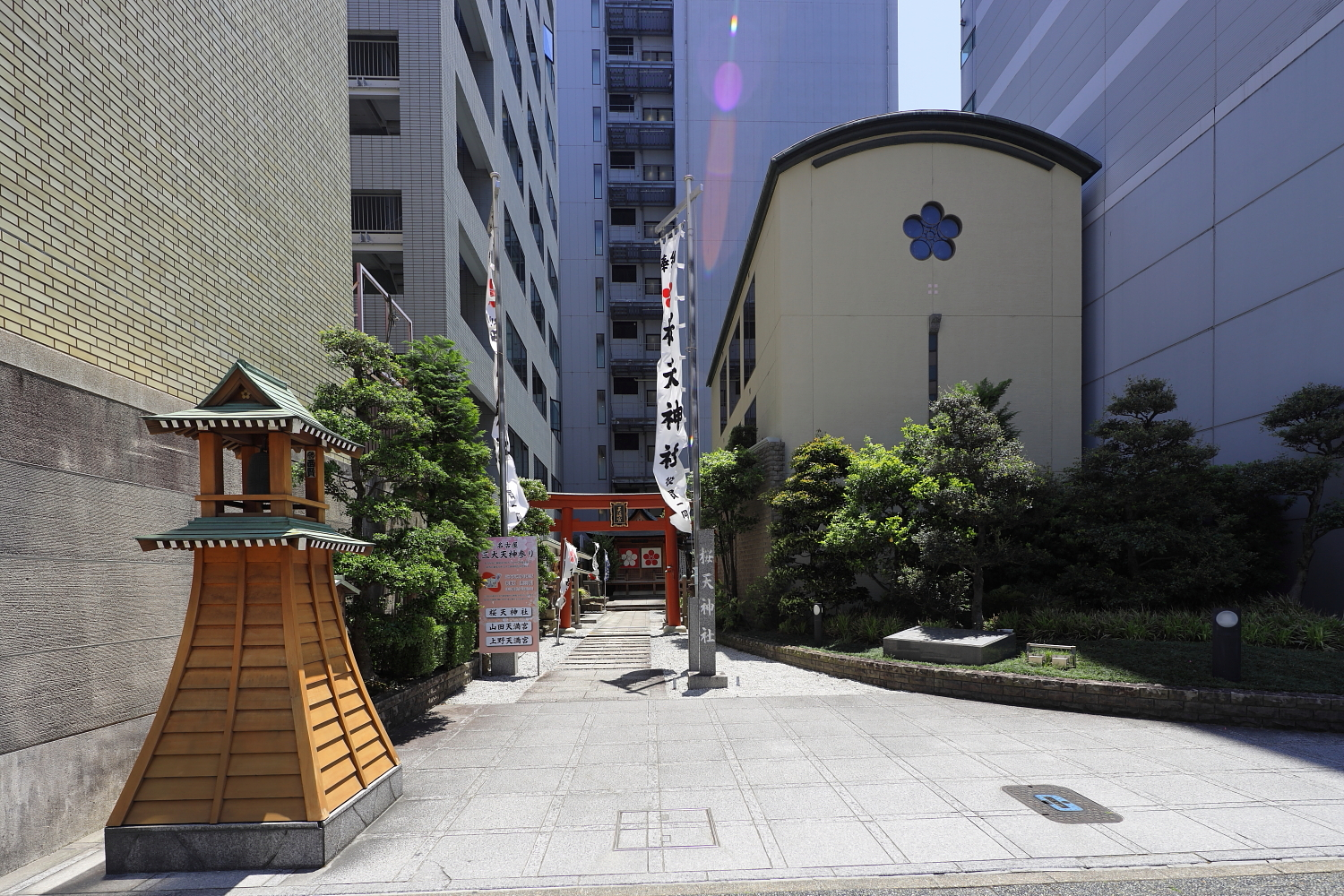
桜天神社の入口

桜天神社（さくらてんじんしゃ）は、愛知県名古屋市中区錦二丁目、桜通沿いに鎮座する神社（天満宮）。

## 由緒
織田信秀が北野天満宮から菅原道真の木像を勧請して、那古野城に設けた祠に奉ったのが始まりとされる。現在地へ移された1537年（天文7年）を創建としている。当時この場所は萬松寺の境内であり、その鎮守として置かれたが、1610年（慶長15年）の名古屋城築城にあたって萬松寺が大須に移った後も、社はそのまま残された。
この地は桜の名所で多くの桜の大樹があったことから、「櫻天満宮」「桜天神」と呼ばれるようになった。名古屋城築上の際には加藤清正がこの地に本陣を構えて指揮を取り、また茶会をたびたび催したことが伝えられている。桜の大樹は1660年（万治3年）の万治の大火で焼失したが、桜天神の名前は残り、やがて現在の桜通の由来となった。

## 時分鐘
1661年（寛文元年）、尾張藩2代藩主徳川光友の命で鐘楼を造り、城下に時を告げるため昼夜12時に鐘を鳴らした。最初の鐘は1763年（宝暦13年）の火災で焼失、翌年に造り直されたが、1873年（明治6年）に廃止された。2013年（平成25年）現在、桜天神社の敷地内にはレプリカの鐘が建てられている。

## 近代
明治維新に伴う神仏分離の折に菅原神社と名を改め、終戦後の1948年（昭和23年）に宗教法人天神社となった。1995年（平成7年）、住宅・都市整備公団の再開発事業に伴い一部の建て替えが行なわれ、現在ではビル街の中(日新火災海上保険名古屋ビルの真横)にこぢんまりと存在するが、名古屋三天神の一つに数えられることから多くの受験生が訪れる。

## 祭事
毎月25日に月並祭を斎行している。
- 1月1日：元旦祭
- 1月25日：初天神「うそ替え」
- 3月24・25日：春の大祭（献茶祭・献書祭）
- 7月7日：七夕まつり
- 9月24・25日：秋の大祭（献書祭）
- 12月25日：大祓

## アクセス
- 名古屋市営地下鉄鶴舞線・桜通線 丸の内駅より徒歩で約3分。